# Нільс Лідгольм
Нільс Лідгольм (швед. Nils Liedholm, нар. 8 жовтня 1922, Вальдемарсвік, Швеція — пом. 5 листопада 2007, Куккаро-Монферрато, П'ємонт, Італія) — колишній шведський футболіст і футбольний тренер, більша частина кар'єри якого пов'язана з італійським футболом, зокрема з футбольним клубом «Мілан».

## Кар'єра гравця
Нільс Лідгольм почав грати у футбол у юнацькій команді клуба «Слейпнір» у 14-річному віці; 1942 року перейшов до основного складу цього клубу, який тоді виступав у другій шведській лізі. Ще у «Слейпнірі» він почав демонструвати чудову техніку володіння м'ячем, влучні паси і вдалу гру головою. 1946 року він приєднався до значно сильнішого шведського клубу «Норрчепінг», за який грав до 1949. У складі «Норрчепінга» він двічі ставав чемпіоном Швеції і почав викликатися до національної збірної, де разом з Ґуннаром Ґреном і Ґуннаром Нордалем склав продуктивне атакуюче тріо, яке в наступні роки здобуде славу в Італії під назвою «Гре-Но-Лі». В 1948 році збірна Швеції виборола золоті медалі футбольного турніру Олімпіади в Лондоні. Ця перемога привернула увагу до шведських гравців з боку грандів європейського професіонального футболу (в самій Швеції в ті роки усі футбольні клуби були аматорськими) і зробила можливим його перехід в 1949 році до італійського «Мілана».
Першим зі шведської трійки до «Мілана» потрапив Ґуннар Нордаль. Він підписав контракт у січні 1949 року, і за останню половину сезону 1948/49 забив 16 голів у 15 матчах, відразу ставши ключовим гравцем команди і кумиром вболівальників. Улітку 1949 року керівництво клубу запросило до Італії інших шведських гравців, і до «Мілана» прибули гравці «Норрчепінга» Ґуннар Ґрен і Нільс Лідгольм, а також тренер «Норрчепінга» угорець Лайош Чейзлер, який став головним тренером «Мілана». Вся наступна ігрова кар'єра Лідгольма проходила в «Мілані», за який він відіграв 12 сезонів.
Прихід шведського тріо знаменував кінець тривалого періоду невиразної гри «Мілана». В сезоні 1949/50 року показником його відродження стала історична перемога над принциповим суперником міланців «Ювентусом» на його полі з розгромним рахунком 7:1, яка відбулася 5 лютого 1950 року. Хоча цей сезон «Мілан» завершив на другому місці, поступившись чемпіонським титулом «Ювентусу», в наступному році він нарешті виборов титул чемпіона Італії — четвертий у своїй історії і перший за останні 44 роки.
У «Мілані» Лідгольм затримався значно довше за своїх партнерів по «Гре-Но-Лі» (Ґрен покинув клуб в 1953, Нордаль — в 1956). В 1955 році Лідгольм і Нордаль здобули наступне скудетто у складі «Мілана» вже без Ґрена, який в 1953 році перейшов до «Фіорентини». В 1956 році «Мілан» покинув Нордаль, п'ятиразовий найкращий бомбардир сезону Серії A (перейшов до «Роми»), і міланські скудетто 1956-57 і 1958-59 років Лідгольм здобував уже без партнерів.
1958 року Лідгольм, якому тоді вже майже виповнилося 36 років, у складі шведської збірної взяв участь у чемпіонаті світу, який проходив на його батьківщині. Він виходив на поле у п'яти з шести матчів збірної Швеції на цьому чемпіонаті (в останньому груповому матчі проти Уельсу тренер вирішив його приберегти) і забив два голи, один з яких — у фінальному матчі проти Бразилії, який Швеція програла 2:5, посівши друге місце.
В сезоні 1958-59 Лідгольм відтягнувся з центру поля до лінії оборони, граючи в парі з уругвайцем Ск'яффіно, який керував середньою лінією. Дует Лідгольм—Ск'яффіно, довкола якого будувалася гра команди в цьому переможному сезоні, став одним з головних архітекторів чергового міланського скудетто.
Всього за 12 сезонів у складі «Мілана» Лідгольм чотири рази ставав чемпіоном Італії і ще чотири — віце-чемпіоном; він відіграв 359 матчів і забив 81 м'яч. Окрім перемог у національному чемпіонаті він двічі вигравав Латинський кубок, а також брав участь у фіналі Кубка європейських чемпіонів 1958 року, який «Мілан» програв мадридському «Реалу». У «Мілані» йому довелося грати на різних позиціях: він починав як нападник, потім грав у півзахисті і захисті, в останні роки виконував функції ліберо. Такий багатоплановий досвід дуже допоміг йому в подальшій тренерській кар'єрі.
В 1961 році, незважаючи на поважний для футболіста вік (39 років) Лідгольм, за власним свідченням, залишався найвитривалішим гравцем команди і був здатен грати далі. Однак в будь-якому разі його кар'єра гравця підходила до завершення; він почав відвідувати тренерські курси, готуючись до майбутньої кар'єри тренера, і не міг приділяти достатньо часу тренуванням. Керівництво клубу не погодилося на полегшений графік, який він для себе зажадав, і Лідгольм вирішив завершити кар'єру гравця.
У свій останній сезон у складі «Мілана» Лідгольм відіграв важливу роль в становленні майбутньої міланської суперзірки Джанні Рівери. 17-річний Рівера перейшов до «Мілана» з «Алессандрії» влітку 1960 року, і керівництво клубу спочатку ставилося до нього зі скептицизмом, зважаючи на його не дуже вражаючі габарити. Лише завдяки заступництву Лідгольма і Ск'яффіно Рівера не був проданий в інший клуб і в наступні роки розкривав свої неабиякі таланти саме в «Мілані»

## Кар'єра тренера
В сезоні 1961-62 Лідгольм почав на тренувати юнацьку команду «Мілана», а в 1964 став головним тренером основного складу, замінивши на цій посаді Луїса Карнілью. У 1966 році він раптово захворів на гепатит і був змушений залишити посаду. Лідгольм одужав лише всередині сезону 1966-67 і прийняв запрошення від «Верони» стати її тренером. В той час «Верона» знаходилася на останньому рядку турнірної таблиці Серії B, і їй загрожував виліт до Серії С; Лідгольм взявся врятувати клуб. Він також добився включення у контракт пункту про дуже щедру премію для себе у випадку виходу «Верони» до Серії А, що більшість експертів вважали тоді абсолютно неймовірним. В сезоні 1966/67 Лідгольму вдалося втримати клуб у Серії B; в наступному сезоні «Верона» виграла чемпіонат Італії Серії B і піднялася до еліти італійського футболу — Серії A.
Надалі функції рятувальника клубів-невдах Лідгольму доводилося виконувати неодноразово. Влітку 1967 року через непорозуміння з президентом «Верони» Лідгольм залишив клуб і в наступному сезоні опинився на посаді тренера «Монци», ще одного аутсайдера Серії B, якому загрожував виліт. Врятувати «Монцу» виявилося ще складніше, і багато років потому Лідгольм згадував цей епізод своєї тренерської кар'єри як одне з найкращих своїх досягнень. У сезоні 1969/70 він перейшов до «Варезе», який також вивів до Серії A; під керівництвом Лідгольма в цьому сезоні у «Варезе» почав розкривати свої таланти 19-річний Роберто Беттеґа, майбутня зірка туринського «Ювентуса».
Успіхи Лідгольма в порятунку аутсайдерів і підвищенні класу клубів першого дивізіону привернули увагу італійських футбольних грандів, і в 1971 році його запросила до себе «Фіорентина». У «Фіорентині» він оновив склад команди, підсиливши її талановитою молоддю (зокрема, Джанфранко Антоньйоні). Шосте місце в Серії A в сезоні 1970-71 і четверте — в 1971-72 були досить непоганим результатом, зважаючи на вік і недосвідченість молодої команди, однак керівництво клубу вимагало більшого, і Лідгольм зрештою подав у відставку. Влітку 1973 року Лідгольма збирався запросити міланський «Інтернаціонале», однак президенту Фрайццолі не дозволила цього зробити рада директорів, яким не подобалося те, що в минулому Лідгольм грав за «Мілан». Через сім турів після початку сезону 1973-74 Лідгольм підписав контракт з «Ромою», яка зазнала на початку сезону важких невдач і опинилася в турнірній таблиці четвертою з кінця; Лідгольму знову довелося виконувати обов'язки рятувальника команди, якій загрожувала катастрофа. Початок його діяльності на посаді тренера «Роми» лише додав песимізму — невдачі клубу продовжилися, і «Рома» опустилася на дно турнірної таблиці, однак в другій половині сезону справи виправилися, і чемпіонат «Рома» завершила на безпечному восьмому місці.
Одним з факторів успіху в тому сезоні стала новаторська тактична схема, запроваджена Лідгольмом — «зонний захист». Саме Лідгольм вважається в Італії винахідником цієї тактики. В 1940-х роках у Швеції, як і в Радянському Союзі, багато футболістів взимку грали у хокей, як у звичайний, так і в хокей з м'ячем. Деякі з відомих футболістів і в хокеї досягали досить високого класу (наприклад, Курт Хамрін відіграв кілька матчів за шведську хокейну збірну). Під час свого перебування у складі «Норрчепінга» в хокей з м'ячем грав і Лідгольм, і, ймовірно, навички колективної гри в обороні він виніс саме з цього виду спорту. Лідгольм взагалі був прихильником колективної гри, взірцем якої пізніше вважав збірну СРСР і київське «Динамо» другої половини 1980-х років, хоча й зауважував, що цим командам бракує винахідливості. Спочатку «зонний захист» сприймався скептично, однак система набула популярності після того, як в сезоні 1974-75 року «Рома» під керівництвом Лідгольма несподівано дісталася до третього місця в Серії A. Саме в той час Лідгольм здобув прізвисько «маг», успадкувавши його від Еленіо Еррери, який якраз у тому сезоні завершував тренерську кар'єру.
В 1977 році Лідгольм знову очолив «Мілан», який тоді переживав період безладдя і труднощів і постійно перебував біля середини турнірної таблиці, а попередній сезон завершив на десятому місці, ледве уникнувши вильоту до Серії В. Лідгольму вдалося пожвавити команду, залучивши до неї талановитих молодих гравців. Сезон 1977-78 «Мілан» завершив на четвертому місці, а в 1978-79 виборов десяте скудетто у своїй історії і перше за останні десять років. З десяти міланських скудетто п'ять сталися при безпосередній участі Лідгольма, як гравця і як тренера.
Влітку 1979 року Лідгольм несподівано залишив «Мілан». Цього разу причина була досить прозаїчною: Лідгольм бажав укласти трирічний контракт, якраз до свого пенсійного віку (60 років); «Мілан», фінансове становище якого тоді було далеко від ідеального, погоджувався продовжити контракт лише на рік. Не досягши згоди з керівництвом клубу, Лідгольм перейшов до «Роми». Як з'ясувалося пізніше, він зробив це дуже вчасно; в 1980 році «Мілан» опинився в центрі букмекерського скандалу і був понижений у класі і переведений до Серії B.

Зліва направо: Нільс Лідгольм, Бруно Конті, Діно Віола і Пауло Роберто Фалькао напередодні чемпіонату світу з футболу 1982.

«Рома» в той час переживала черговий спад; сезон 1978-79 вона закінчила на 12-му місці турнірної таблиці, уникнувши вильоту до Серії B лише в передостанньому турі чемпіонату. В сезоні 1979-80 вона трохи виправилася під керівництвом тренера Ферруччо Валькареджі, закінчивши чемпіонат сьомою і несподівано вигравши Кубок Італії, але амбіційний президент клубу Діно Віола, який прийшов на цю посаду в 1979 році, вважав ці результати недостатніми. В 1980 році він призначив тренером Нільса Лідгольма і відразу поставив перед ним завдання здобути скудетто.
Друге перебування Лідгольма на посаді головного тренера «Роми» стало одним з найуспішніших періодів в історії клубу. Лідгольм переконав Дно Віолу запросити до «Роми» бразильця Роберто Фалькао, знаменитого в себе на батьківщині, але в Європі тоді практично невідомого, який в перетворився в «Ромі» у справжню зірку світового футболу. Також він переконав керівництво клубу придбати у «Мілана» Карло Анчелотті за будь-яку ціну. Ці два гравця стали основними архітекторами успіхів «Роми» цього періоду.
Сезон 1980-81 «Рома» закінчила на другому місці. В цьому сезоні вона знову виграла Кубок Італії, подолавши, як і в попередньому році, туринський «Торіно» за результатами серії післяматчевих пенальті. В сезоні 1981-82 «Рома» тривалий час лідирувала в чемпіонаті, але в результаті була лише третьою, пропустивши вперед «Ювентус» і «Фіорентину»; невдачі трапилися в останніх турах чемпіонату, коли Фалькао готувався зі збірною Бразилії до чемпіонату світу в Іспанії.
Чемпіонський титул, другий у своїй історії і перший після 1942 року, «Ромі» вдалося вибороти в наступному сезоні 1982-83. Після цього в сезоні 1983-84 «Рома» ледве не стала чемпіоном Європи, поступившись у фіналі Кубка чемпіонів «Ліверпулю» в післяматчевих пенальті. В цьому сезоні «Рома» знову виборола Кубок Італії, подолавши «Верону».
У цей час Лідгольм вже став багатим бізнесменом, придбавши виноградники у П'ємонті. Решта його тренерської кар'єри була присвячена по черзі двом клубам, з якими він досяг найбільших успіхів: «Мілану» і «Ромі». В 1984–1987 роках Лідгольма знову запросив до себе «Мілан», виснажений двома поспіль вильотами до Серії B. Під керівництвом Лідгольма команда швидко зміцніла; сезон Сезон 1984-85 «Мілан» завершив на п'ятому місці, вперше за останні шість років здобувши право грати у єврокубках.
1987 року Лідгольм повернувся до «Роми», яку тренував два сезони, а в 1989 вирішив піти на пенсію. У березні 1992 року свого колишнього рятівника призвала до себе «Верона», яка потрапила у надзвичайно скрутне становище і за вісім турів до кінця чемпіонату звільнила свого тренера. Однак часу залишалося дуже обмаль, і другого «веронського дива» у Лідгольма не вийшло.
У сезоні 1996-97 вже 75-річний Лідгольм на короткий час погодився допомогти «Ромі» після звільнення Карлоса Б'янкі, котрий не виправдав сподівань керівництва клубу.
Протягом своєї тренерської кар'єри Лідгольм зарекомендував себе як творчий спеціаліст, схильний до сміливих експериментів, а також запам'ятався своєю непохитністю і незалежністю від тиску з боку громадськості і преси, який завжди відчувають на собі усі тренери провідних італійських клубів.
Після закінчення тренерської кар'єри Лідгольм залишився жити в Італії, де разом з дітьми керував власними виноградниками. Він помер 5 листопада 2007 року у власному домі в Куккаро-Монферрато у П'ємонті (провінція Алессандрія).

## Досягнення і нагороди

### Гравець
- Дворазовий чемпіон Швеції: 1947, 1948 (у складі «Норрчепінга»)
- Чотириразовий чемпіон Італії: 1950-51, 1954-55, 1956-57, 1958-59 (у складі «Мілана»)
- Фіналіст Кубка європейських чемпіонів: 1958 (у складі «Мілана»)
- Дворазовий володар Латинського кубка: 1951, 1956 (у складі «Мілана»)
- Олімпійський чемпіон: 1948
- Віце-чемпіон світу: 1958 (у складі збірної Швеції)

### Тренер
- Чемпіон Італії: 1978-79 (з «Міланом»), 1982-83 (з «Ромою»)
- Кубок Італії: 1979-80, 1980-81, 1983-84 (з «Ромою»)
- Фіналіст Кубка європейських чемпіонів: 1984 (з «Ромою»)